# دوگنا
دوگنا (به ایتالیایی: Dogna) یک کومونه در ایتالیا است که در استان اودینه واقع شده‌است.

## خصوصیات
دوگنا ۷۰٫۰ کیلومترمربع مساحت و ۲۳۵ نفر جمعیت دارد و ۴۳۰ متر بالاتر از سطح دریا واقع شده‌است.